# Cantón de Beaujeu
El cantón de Beaujeu (en francés canton de Beaujeu) era una división administrativa francesa, que estaba situada en el departamento de Ródano, de la región Ródano-Alpes.

## Historia
Fue creado en 1790, al mismo tiempo que los departamentos.
En aplicación del decreto nº 2014-267 de 27 de febrero de 2014, el cantón de Beaujeu fue suprimido el 1 de abril de 2015 y sus 17 comunas pasaron a formar parte del nuevo cantón de Belleville.

## Composición
El cantón estaba formado por diecisiete comunas:
- Avenas
- Beaujeu
- Chénas
- Chiroubles
- Émeringes
- Fleurie
- Juliénas
- Jullié
- Lantignié
- Les Ardillats
- Marchampt
- Quincié-en-Beaujolais
- Régnié-Durette
- Saint-Didier-sur-Beaujeu
- Vauxrenard
- Vernay
- Villié-Morgon